# Río Combeima
Río Combeima är ett vattendrag i Colombia.   Det ligger i departementet Tolima, i den centrala delen av landet, 120 km väster om huvudstaden Bogotá.